# Rjurik-ekspeditionen
Den russiske Rjurik-ekspedition var en verdensomsejling, som gennemførtes fra 30. juli 1815 til 3. august 1818 under kommando af Otto von Kotzebue. Det overordnede formål var at opdage og undersøge Nordvestpassagen. Ekspeditionen med krigsskibet Rjurik (russisk Рюрик) blev udrustet og finansieret af den russiske greve, tidligere rigskansler Nikolaj Rumjantsev (russisk Николáй Румянцев). Det skete med tsar tsar Aleksander 1.s fulde opbakning. På grund af dårlige vejrforhold nåede ekspeditionen dog ikke sit mål og vendte hjem tidligere end det var planen. Ekspeditionens historiske betydning ligger i de talrige nye opdagelser langs hele dens sejlrute såvel som de menneskelige og kulturelle erfaringer, som besætningen bragte med sig hjem fra den tre år lange rejse.

## Ekspeditionens mål
Der var hovedsageligt økonomiske årsager til det russiske ønske om at finde Nordvestpassagen. Forsyningen af handelsposterne ved Ruslands østkyster og i kolonien Russisk Amerika, som strakte sig langs den amerikanske vestkyst fra Alaska til San Francisco, var både vanskelig og bekostelig at opretholde over land tværs over det asiatiske kontinent. Man havde endnu ikke haft held med forsøgene på at finde Nordøstpassagen, søvejen nord om det europæiske og asiatiske kontinent. Rejsen syd om Afrikas sydspids (Kap det Gode Håb) eller Sydamerikas (Kap Horn) havde vist sig at være tidkrævende og forbundet med stor risiko, blandt andet på grund af uvejr, storme og pirateri. Derfor håbede Rusland på at opdage en genvej nord om det amerikanske kontinent, som ville forkorte rejsetiden og eventuelt være mere enkel at besejle.
Da alle hidtidige forsøg på at opdage denne søvej østfra var slået fejl, ville man nu prøve at finde passagen vestfra og udforske og gennemsejle den i modsat retning. Ekspeditionens udgangspunkt var i princippet gunstigt, da Rusland rådede over talrige handelsposter langs vestkysten af det nordamerikanske kontinent. Disse kunne benyttes som anløbssteder til forsyning af mandskabet og den øvrige logistiske understøttelse af togtet.
Rejsen skulle bestå af to sommertogter, i 1816 og 1817: På det første skulle man undersøge egnede ankerpladser nord for Beringstrædet. På det andet håbede man derfra at trænge videre frem mod nord og øst i den følgende sommer.
I lighed med mange andre tidligere og senere ekspeditioner, nåede heller ikke denne sit mål. Man kunne dog bevise den teori, som Morten Wormskjold havde fremsat inden ekspeditionen, og som gik ud på, at Baffinbugtens vande ved Grønland stod i forbindelse med det nordlige Stillehav gennem en havstrøm. Det var det første videnskabelige belæg for Nordvestpassagens eksistens.
Desuden kortlagde besætningen over 400 øer i Polynesien samt store dele af Alaskas vestkyst, ligesom naturforskerne dokumenterede et stort antal hidtil ukendte dyre- og plantearter.

## Ekspeditionsdeltagere
Det menige mandskab bestod af tyve matroser, de tre understyrmænd Chramtjenko, Petrov og Konjev, to underofficerer samt en dansk kok (navnet ukendt), som stammede fra Bengalen og som påmønstrede i København og som eneste dansker gjorde hele rejsen med.
Befalingsmænd og forskere var:
- Otto Jevstafjevitj von Kotzebue (1787–1846), løjtnant i den kejserlige russiske flåde, kaptajn på ”Rjurik” og dermed leder af ekspeditionen.
- Johann Friedrich Eschscholtz (1793–1831), skibslæge og naturforsker
- Adelbert von Chamisso (1781–1838), digter og naturforsker (titulær lærd)
- Louis Choris (1795–1828), tegner (som dokumenterede naturforskernes fund)
- Morten Wormskjold (1783–1845), botaniker, naturvidenskabsmand, var med som frivillig på egen bekostning (blev tvunget til at forlade ekspeditionen i Petropavlovsk-Kamtjatskij)
- Gleb Semjonovitj Sjisjmarjov, premierløjtnant
- Ivan Jakovlevitj Sacharin, sekondløjtnant, forlod ekspeditionen i Petropavlovsk-Kamtjatskij

Undervejs kom følgende personer om bord:
- 17. august 1815: Lods til den Engelske kanal og ind til havnen i Plymouth.
- 1. oktober 1816: To russiske matroser samt en passager: Elliot de Castro, livlæge for Hawaiis konge Kamehameha (fra San Francisco til kongeriget Hawaii)
- 23. februar 1817: Sydhavsøboeren Kadu (under hele sommertogtet 1817)
- 27. maj 1817: To tolke til kystbefolkningen i det nordlige Stillehav.
- August 1817: fire aleuter (unangan). (To af dem blev i 1818 i Sankt Petersborg informanter for sprogforskeren Rasmus Rask, den ene af dem kendes ved navn som Markel).
- Desuden nævnes tre kamtjadaler, som fulgte med skibet til Sankt Petersborg.

## Skibet
Skibet Rjurik er opkaldt efter varægerhøvdingen Rjurik og Ruslands grundlægger af samme navn (ca. 830 til ca. 879) og var en lille brig på 180 ton. Under ekspeditionen havde skibet tilladelse til at føre det kejserlige russiske krigsflag. Dermed havde det status af krigsskib. Da rejsens overordnede mål var at finde og udforske Nordvestpassagen, kom skibets indretning som forskningsfartøj i anden række. De medrejsende forskere måtte derfor underordne sig de militære rutiner om bord.
Betegnende for dette er von Kotzebues ord til Adelbert von Chamisso, om at [han var med] som passager på et krigsskib, hvor man ikke er vant til at have nogen, der stiller nogen som helst krav. Forskerne havde kun ringe plads til rådighed for deres plante- og genstandssamlinger. En stor del af samlingerne blev straks pakket i forseglede kasser og stuvet under dæk. Adelbert von Chamisso beskriver, hvordan samlinger, der lå frit fremme, ofte (endda på kaptajnens ordre) blev kastet over bord, hvis de var i vejen for matrosernes udførelse af deres daglige pligter om bord.
Skibet var kun let bevæbnet. Dets otte kanoner blev næsten udelukkende benyttet til afgivelse af salutter under ind- og udsejling af fremmede havne. Senere på ekspeditionen i nærheden af Sundastrædet mødte Rjurik et formodet piratskib, som blev holdt på afstand med advarselsskud.
Forud for det andet sommertogt i 1817 kom Rjurik ud i en kraftig storm ud for Kamtjatka og blev stærkt beskadiget. Nogle hastigt udførte reparationer i Unalaska formåede kun at begrænse skaderne, ikke at sætte det fuldstændigt i stand. Skibets tilstand blev gjort til en af de officielle begrundelser for, at Kotzebue ikke ville sejle længere nordpå og derfor opgav ekspeditionens hovedmål. På hjemrejsen fik Rjurik en gennemgribende overhaling på værftet i Cavite på Philippinerne.

## Ekspeditionens forløb

### Fra Skt. Petersborg til Kamtjatka
Rjurik skulle gå syd om Kap Horn til Stillehavet. På denne første store etape af rejsen, der udgik fra Sankt Petersborg og Kronstadt, lagde skibet ind flere steder. Det fik især naturforskerne om bord udbytte af. Efter et kort ophold i København, hvor Morten Wormskjold steg om bord og hvor kaptajn Kotzebue forhyrede en kok, der kunne klare den lange tur i kabyssen under dæk, gik det videre til Plymouth ved Englands sydkyst. Her blev skibet udrustet til den lange Atlantrejse, ligesom en del videnskabelige instrumenter blev indkøbt. Nogle dages ophold på Tenerife på de Kanariske Øer gav naturforskerne mulighed for at gøre de første forskningsekskursioner. Den 12. december 1815 nåede Rjurik Santa Catarina i Brasilien og lagde til ved Florianópolis.
Rejsens videre forløb syd om Kap Horn var især præget af et langt ophold i Talcahuano ved Concepción i Chile. Her var skibets besætning midtpunktet i et muntert selskabsliv hos byens og omegnens guvernør, kommandant og andre fremtrædende folk. Resten af rejsen over Stillehavet til Kamtjatka skete så hastigt som muligt, for at nå frem til Avatja-bugten i så god tid, at man kunne nå at forberede sommertogtet 1816. Det gjaldt om at udnytte årets få varme dage til at trænge så langt mod nord som muligt, inden vinteren igen satte ind med isdannelser.
Undervejs til Avatja valgte Otto von Kotzebue at sejle langt fra de vanlige handelsruter. På turen kortlagde han talrige hidtil uudforskede øer i den polynesiske øverden. De navne, som ekspeditionen dengang gav øerne, holdt dog ikke, da de efterfølgende blev koloniseret af forskellige andre nationer eller fik deres oprindelige navne igen. Den 19. juni 1816 kastede Rjurik anker i Avatja-bugten ud for Petropavlovsk-Kamtjatskij.
Her satte von Kotzebue Morten Wormskjold i land. Tidligt på rejsen opstod der uoverensstemmelser mellem de to mænd, først og fremmest om de vigtige hydrologiske målinger, som Wormskjold stod for. Dermed mistede ekspeditionen et medlem med stor erfaring i at rejse i polaregnene og ikke mindst med stor viden om meteorologiske forhold og havstrømme, en viden, der kunne blive udslagsgivende for rejsens hovedformål.
Også løjtnant Zacharin, som havde været syg på rejsen over Sydhavet, men som selv mente sig i stand til at fortsætte rejsen, blev efterladt her.

### Sommertogtet 1816
Sommertogtet 1816 blev indledt den 14. juli, da skibet løb ud af Avatja-bugten på halvøen Kamtjatka, og det sluttede med ankomsten til havnen i Unalaska, en af de Aleutiske øer den 7. september. Målet med togtet var at udforske havet og kysterne nord for Beringstrædet og der finde egnede ankerpladser, som forberedelse til et yderligere fremstød under næste års sommertogt. På dette togt opdagedes Kotzebuesundet med Eschscholtzbugten og Chamisso-øen og andre landemærker (se kortet til højre).
Derudover oprettede og udbyggede man kontakten til de folk, som beboede området. Efter den første forsigtige tilnærmelse lykkedes det ofte at få en handel i stand: I bytte for nåle, sakse, knive og frem for alt tobak kunne ekspeditionsdeltagerne erhverve proviant, beklædningsgenstande og andre effekter fra de lokale kulturer i form af daglige brugsgenstande, kunst- eller kultgenstande.
Rjurik fortsatte rejsen ad en nordøstlig kurs i forhold til Avatja-bugten, indtil skibet nåede St. Lawrence-øen. Det fandt og gennemsejlede Beringstrædet langs Alaskas kyst. Her fulgte kaptajnen først en række af sandbankeagtige øer, der lå umiddelbart ud for kysten, indtil man nåede Sjisjmarjov-Bugten. Efter en kort udforskning af bugten fortsattes rejsen til Kap Espenberg ved det nordlige indløb til Kotzebuesundet. Kaptajn von Kotzebue håbede at have fundet en indgang til Nordvestpassagen, og den 2. august ændrede han kurs mod øst. Rjurik stødte imidlertid snart ind i Baldwin-halvøen og fulgte kystens forløb sydover, til man nåede indsejlingen til Eschscholtzbugten, som skibet sejlede ind i mellem Baldwin-halvøen og Chamisso-øen. Kaptajnen sendte de følgende dage robåde ud for at undersøge farvandet, men måtte indse, at man ikke kunne komme videre ad denne vej. Den 7. august fik Eschscholtz allerede isbjerge i sigte i bugtens sydlige ende.
Den 11. august satte ekspeditionen atter sejl og fulgte Kotzebuesundets sydlige bred til udmundingen af Kiwalik-floden. Der udspurgte von Kotzebue en iñupiaq om flodens videre forløb. Han havde en formodning om, at der fandtes en direkte forbindelse til det sydlige Nortonsund tværs igennem Seward-halvøen. Da denne formodning ikke kunne bekræftes, genoptog man rejsen i nordlig retning, indtil man nåede Kap Krusenstern ved den nordlige indsejling til sundet. Da sommeren i mellemtiden var ved at gå på hæld, besluttede kaptajnen at krydse Tjukterhavet i vestlig Retning og passere Beringstrædet i sydgående retning langs den russiske kyst.
Syd for strædet sejlede Rjurik ind i Lavrentija-bugten og ankrede op her. Ved byttehandel med stedets tjuktere fik kaptajnen fat i fersk renkød. Under opholdet kom talrige tjuktere fra den sydlige ende af Metjigmen-bugten (russisk Мечигменский Залив) ind i Lavrentija-bugten for at tage de nyankomne i øjesyn. På grund af dårligt vejr kunne kaptajnen først den 29. august sætte kurs mod Sct. Lawrence-øens østspids. Vedholdende tæt tåge tvang Rjurik til at holde respektfuld afstand langs øen østover, ligesom det var for risikabelt at kaste anker. Derefter satte man til sidst kurs mod syd. Den 3. september fik skibet Saint Paul-øen i Pribilof-øgruppen i sigte. Også her sejlede Rjurik videre og løb den 7. september ind i Unalaskas havn.
I Unalaska fik en agent for det Russisk-Amerikanske Kompagni til opgave at forberede næste års sommertogt, mens Rjurik skulle overvintre længere sydpå. Desuden skulle de 16 aleuter, heriblandt en tolk, holde sig i beredskab til at rejse nordpå den kommende sæson.

### Fra Unalaska gennem det østlige Stillehav
For at undgå den barske vinter så højt mod nord og for at give besætningen en mulighed for hvile ud til sommertogtet 1817, sejlede Rjurik sydover mod varmere egne. Denne etape førte dem fra Unalaska til San Francisco i det spanske Californien og videre til Hawaii og Marshalløerne.
I San Francisco og Hawaii måtte besætningen påtage sig diplomatiske opgaver, der faldt uden for rammerne af deres videnskabelige ekspedition. Først lykkedes det at lægge et foreløbigt låg på en konflikt i Presidio Real de San Francisco, gennem forhandlinger mellem regionens spanske guvernør Don Paolo Vicente de Sola og det russiske rige – repræsenteret ved Otto von Kotzebue i hans egenskab af løjtnant i den kejserlige russiske flåde. Striden drejede sig om det Russisk-Amerikanske Kompagnis adfærd ved den californiske kyst: der var opstået folkeretlige uoverensstemmelser med russiske kolonister, som uden spaniernes tilladelse havde oprettet en bosættelse for pelshandel og et fort et stykke nord for Bodega Bay. Det lykkedes von Kotzebue at hindre en væbnet konflikt ved at få begge parter til at love, at de ville lade fremtidige handlinger afhænge af deres respektive regeringers holdning. Der kom dog ingen officielle reaktioner fra de berørte regeringer, og status-quo blev opretholdt endnu en tid.
Også Hawaii var kort forinden blevet offer for en politisk konflikt mellem kræfter inden for det Russisk-Amerikanske Kompagni. To af kompagniets handelsskibe havde hejst det russiske flag på en af øerne og prøvet at tage den i besiddelse for tsaren. En blodsudgydelse blev ganske vist undgået, fordi europæere og amerikanere, der boede der, havde mæglet, men som reaktion på fordrivelsen havde de russiske søfolk truet med, at øen ville blive ramt af krig. I denne situation nåede Rjurik Hawaii, hvor det blev mødt af et stort antal bevæbnede og kampklare øboere. Til alt held havde Rjurik i San Francisco taget Elliot de Castro om bord, og han var den hawaiianske kong Kamehamehas livlæge. Han kunne lægge sig mellem, inden det kom til krigshandlinger. Som kong Kamehamehas gæst formåede Otto von Kotzebue at overbevise ham om skibets og det russiske riges fredelige hensigter.
I arkipelaget Marshalløerne besøgte ekspeditionen derefter talrige ø-kongeriger. Øgruppen Ratak blev kortlagt, og lokalbefolkningen, som levede af øernes meget knappe ressourcer, prøvede man at oplære i brugen af nye næringskilder som husdyrhold og dyrkning af frugt og grøntsager. Forsøgene slog dog næsten fuldstændigt fejl, da rotter ødelagde en stor del af de anlagte haver og det var uvant for øboerne at håndtere nyttedyrene. På trods af dette var forholdet mellem repræsentanterne for de forskellige kulturer præget af åbenhed og venskab, og der fandt omfattende byttehandel og gaveudveksling sted. Ved afrejsen sluttede Ratak-boeren Kadu sig til ekspeditionen og både naturforskere og kaptajnen hilste denne mulighed velkommen til at få mere at vide om denne ø-verdens sprog, kultur og geografi.
På rejsen nordover kom Rjurik ud i en hård storm, som forvoldte store skader på skibet. Kun med nød og næppe lykkedes det ekspeditionen at sejle skibet i sikker havn på Unalaska. Tre matroser var blevet hårdt såret i uvejret og også kaptajnens helse havde lidt skade. Der var ikke megen tid til igen at gøre skibet sejlklart, for sommeren begyndte. Derfor blev Rjurik kun sat nødtørftigt i stand og i al hast udrustet til det andet sommertogt.

### Sommertogt 1817
De forventninger, man stillede til ekspeditionen, kunne ikke opfyldes. Ekspeditionen skulle finde Nordvestpassagen med afsæt i de kyster og anløbspladser, der blev udforsket i sommeren 1816. Til dette formål tog man femten aleuter med om bord samt et antal mindre både. Hvis det skulle vise sig umuligt at fortsætte rejsen om bord på Rjurik, ville man efterlade skibet på en sikker ankerplads og fortsætte rejsen i de mindre både ved hjælp af aleuterne. Men efter at besætningen havde forsynet sig med proviant og udrustning på Unalaska og Pribilof-øerne, var ekspeditionens status langtfra god. Vinteren havde været lang og havisen begyndte først sent at tø. Ligeledes begyndte også kaptajnens sundhed at lide under de lave temperaturer og det våde vejr.
Da man den 10. juli nåede østspidsen af St. Lawrence-øen, fik kaptajnen at vide af nogle eskimoer, at isen nordover først for nogle dage siden var brudt op og langsomt drev med strømmen mod nord. Samme dag lod kaptajnen ankeret lette og sejlede rundt om øen. Men allerede om aften fik man kending af havis. Kaptajnen led af stærke brystsmerter og var sengeliggende. Skibslægen forsikrede kaptajnen om, at han ville sætte sit liv på spil, hvis han begav sig længere nordpå. Skibet var heller ikke i en ideel tilstand til at klare den krævende polarsejlads.
Under disse omstændigheder besluttede kaptajnen den 12. juli at opgive ekspeditionens mål for i stedet at sejle hjemad over Unalaska, Hawaii, Marschalløerne og Manila. Denne afgørelse blev senere stærkt kritiseret. Det var dengang ikke almindeligt, især ikke på et krigsskib, at gøre forløbet af et togt afhængigt af kaptajnens helbredstilstand, så længe der var andre officerer (som f. eks løjtnant Sjisjmarjov) om bord, som kunne overtage kommandoen. Der blev også spekuleret i, om pakisen, der drev mod nord, kunne have brudt op efter at Rjurik havde lagt kursen om mod Kamtjatka eller St. Lawrence-bugten. Kaptajnens skriftlige ordre stod dog fast og tilbagerejsen til Unalaska blev indledt.
Rjurik vendte om og krydsede gennem Beringshavet med kurs mod Unalaska, uden at se hverken St. Matthew-øen eller Pribilof-øerne på grund af tåget vejr. Den 22. juli løb Rjurik på ny ind i Unalaskas havn.

### Hjemrejse via Manila
Under et kort ophold på Unalaska lossede man det ekstraudstyr, der var taget om bord til brug for polarsejlads, og de fleste af de aleutiske mænd blev afmønstret. Derefter sejlede Rjurik til Hawaii, hvor forskerne igen traf kongen. Derfra gik det til Marschall-øerne. Her fik skibet en ikke just hjertelig modtagelse, da størstedelen af mændene var draget i krig mod kongen af et nærliggende ø-kongerige. Her gik også Kadu fra Ratak igen fra borde. I betragtning af den ustabile situation blev Rjurik kun liggende kort tid ved disse øer. Man forsøgte i hast at anlægge en have og få anbragt noget kvæg. Kadu fik til opgave at overvåge pasningen af denne nye næringskilde.
Rjurik sejlede dernæst til Manila, hvor skibet blev repareret for de skader, der havde pådraget sig ved den hårde sejlads i polarfarvandene. Efter et langt ophold gik det videre gennem Sundastrædet til det Indiske Ocean og tværs over dette til Kap det Gode Håb ved Afrikas sydspids. Her ankrede Rjurik op for en kort bemærkning i Kapstaden. Derfra fortsatte ekspeditionen langs øerne i Sydatlanten og vendte tilbage til Portsmouth i England via de Kanariske øer. Videre over Nordsøen og Kattegat til København. Her gjorde skibet et kort ophold, hvor kokken afmønstrede og Morten Wormskjolds forældre fik Kotzebues og Chamissos version af Wormskjolds afsked med ekspeditionen. Herfra gik det direkte til fæstningen Kronstadt og Sankt Petersborg.

## Forskningsindsatsen

### Adelbert von Chamisso
Adelbert von Chamisso måtte allerede ved rejsens begyndelse konstatere, at hans rolle som titulær lærd om bord på Rjurik kun var af andenrangs betydning. Men først under starten af sommertogtet 1816 begyndte han at ane årsagerne hertil. Da fik han at vide, at ekspeditionens væsentligste og altoverskyggende formål var at udforske Nordvestpassagen, mens hans bidrag kun var en slags ekstra pynt, som skulle tilfredsstille tidsåndens forventninger. Det blev nemlig forventet, at den slags ekspeditioner blev ledsaget af lærde mænd. Det handlede dog i sidste ende om storpolitik. Rusland havde allerede på dette tidspunkt indset, at landet ikke i længden kunne fastholde kolonierne på det amerikanske fastland, hvis det kunne etablere en brugbar søvej i polarhavet, hvorigennem man kunne forsyne sine fjerne besiddelser og opretholde stabile handelsforbindelser med dem. Tsaren selv mente ikke, der var stor sandsynlighed for, at foretagendet ville krones med held. Derfor overlod han det til grev Rumjantsev at finansiere togtet.
Denne situation formåede dog ikke at afspore Chamissos nysgerrighed. Fra ekspeditionens start indsamlede han – med faglig bistand fra sin assistent, den erfarne naturforsker Morten Wormskjold, alt, hvad man mente kunne være af betydning for forskellige grene af den moderne videnskab: planter, dyr, mineraler, knogler og etnografika fra alle de nationer, de besøgte. Han veg ikke tilbage for at indsamle menneskekranier. Når han kunne, prøvede han at katalogisere og beskrive alt, hvad han fandt, og han studerede ikke mindst sprog, skikke og traditioner hos de folkeslag, han mødte. Han nærede en stor forkærlighed for befolkningerne i Polynesien og Mikronesien. Mere end én gang måtte han opleve, at en del af hans samling blev smidt overbord eller ødelagt eller beskadiget af skibets egne søfolk, somme tider med fuldt overlæg, andre tider af ren og skær uvidenhed. Men han fortsatte uforfærdet, og i sidste ende var han i stand til sidst at føre en betydelig samling af vidnesbyrd hjem til Europa, som stadig var ukendte og fremmede for vor del af verden.
Rejsens initiativtager grev Rumjantsev holdt ikke hårdt på sin ret til de indsamlede artefakter, og Chamisso kunne ved turens afslutning føre sine samlinger med til Berlin. Han gav de fleste af de indsamlede natur- og kulturgenstande til Botanisk Have i Berlin, hvor han blev ansat som anden-kurator. Ud over at bidrage med et bind af den officielle ekspeditionsberetning, offentliggjorde han i 1836 sin rejsedagbog Reise um die Welt in den Jahren 1815–1818, og i 1837 udkom hans studie Über die Hawaiische Sprache.

### Morten Wormskjold
Den ene danske deltager på ekspeditionen Morten Wormskjold publicerede ikke nogen af sine resultater fra Rurik-ekspeditionen. Hans sammenhængende beretning om rejsen fra København over Brasilien, Chile og Påskeøen til Kamtjatka, som han sendte hjem, blev aldrig trykt. Langt det meste af hans omfattende samlinger og optegnelser fra denne ekspedition, fra opholdet på Kamtjatka 1817-19 og fra hjemrejsen med kaptajn Vasilij Golovnin på fregatten Kamtjatka gik tabt ved en brand i 1842. Kun 55 håndskrevne, brandsværtede ark overlevede.

## Efter ekspeditionen
Skibet Rjurik blev solgt efter hjemkomsten til Sankt Petersborg. Otto von Kotzebue skrev en udførlig rejseberetning fra ekspeditionen, som blev suppleret af værker og rapporter af andre deltagere i ekspeditionen.
Efter sin udnævnelse til kaptajn foretog von Kotzebue i årene 1823 til 1826 endnu en jordomsejling, med skibet Predprijatije. Også på denne rejse blev han ledsaget af Johann Friedrich Eschscholtz. De besøgte igen de øgrupper, som de havde opdaget med Rjurik. Her kunne de konstatere, at deres forsøg på at udbrede nye næringsmidler og husdyrhold på øerne, for det meste var slået fejl.
Nordvestpassagen mistede sin betydning for Rusland. De eftersøgningsekspeditioner, der midt i 1800-tallet havde ledt efter den forsvundne britiske opdagelsesrejsende John Franklin, havde gjort det klart, hvor uegnet den nordvestlige rute var til skibsfart. Samtidig gik det tilbage for pelshandelen ved den amerikanske vestkyst. Det endte med, at Rusland i 1867 solgte sine besiddelser i Alaska til USA. Den direkte forsyning af det russiske riges fjernøstlige bosættelser ved Stillehavet kunne nu varetages ad Nordøstpassagen, som Adolf Erik Nordenskiöld genåbnede i 1879, og senere også ad den Transsibiriske jernbane, anlagt 1891–1916.